# Grand Prix Španělska 2021
Grand Prix Španělska 2021 (oficiálně Formula 1 Aramco Gran Premio de España 2021) se jela na okruhu Circuit de Catalunya v Montmeló ve Španělsku dne 9. května 2021. Závod byl čtvrtým v pořadí v sezóně 2021 šampionátu Formule 1.

## Kvalifikace
| Poř.                       | No. | Jezdec             | Konstruktér               | Časy v kvalifikaci | Časy v kvalifikaci | Časy v kvalifikaci | Pořadí na startu |
| Poř.                       | No. | Jezdec             | Konstruktér               | Q1                 | Q2                 | Q3                 | Pořadí na startu |
| -------------------------- | --- | ------------------ | ------------------------- | ------------------ | ------------------ | ------------------ | ---------------- |
| 1                          | 44  | Lewis Hamilton     | Mercedes                  | 1:18.245           | 1:17.166           | 1:16.741           | 1                |
| 2                          | 33  | Max Verstappen     | Red Bull Racing-Honda     | 1:18.090           | 1:16.922           | 1:16.777           | 2                |
| 3                          | 77  | Valtteri Bottas    | Mercedes                  | 1:18.005           | 1:17.142           | 1:16.873           | 3                |
| 4                          | 16  | Charles Leclerc    | Ferrari                   | 1:18.041           | 1:17.717           | 1:17.510           | 4                |
| 5                          | 31  | Esteban Ocon       | Alpine-Renault            | 1:18.281           | 1:17.743           | 1:17.580           | 5                |
| 6                          | 55  | Carlos Sainz Jr.   | Ferrari                   | 1:18.205           | 1:17.656           | 1:17.620           | 6                |
| 7                          | 3   | Daniel Ricciardo   | McLaren-Mercedes          | 1:18.264           | 1:17.719           | 1:17.622           | 7                |
| 8                          | 11  | Sergio Pérez       | Red Bull Racing-Honda     | 1:18.203           | 1:17.669           | 1:17.701           | 8                |
| 9                          | 4   | Lando Norris       | McLaren-Mercedes          | 1:17.821           | 1:17.696           | 1:18.010           | 9                |
| 10                         | 14  | Fernando Alonso    | Alpine-Renault            | 1:18.281           | 1:17.966           | 1:18.147           | 10               |
| 11                         | 18  | Lance Stroll       | Aston Martin-Mercedes     | 1:18.241           | 1:17.974           |                    | 11               |
| 12                         | 10  | Pierre Gasly       | AlphaTauri-Honda          | 1:18.190           | 1:17.982           |                    | 12               |
| 13                         | 5   | Sebastian Vettel   | Aston Martin-Mercedes     | 1:18.289           | 1:18.079           |                    | 13               |
| 14                         | 99  | Antonio Giovinazzi | Alfa Romeo Racing-Ferrari | 1:18.549           | 1:18.356           |                    | 14               |
| 15                         | 63  | George Russell     | Williams-Mercedes         | 1:18.445           | 1:19.154           |                    | 15               |
| 16                         | 22  | Júki Cunoda        | AlphaTauri-Honda          | 1:18.556           |                    |                    | 16               |
| 17                         | 7   | Kimi Räikkönen     | Alfa Romeo Racing-Ferrari | 1:18.917           |                    |                    | 17               |
| 18                         | 47  | Mick Schumacher    | Haas-Ferrari              | 1:19.117           |                    |                    | 18               |
| 19                         | 6   | Nicholas Latifi    | Williams-Mercedes         | 1:19.219           |                    |                    | 19               |
| 20                         | 9   | Nikita Mazepin     | Haas-Ferrari              | 1:19.807           |                    |                    | 20               |
| 107% času vítěze: 1:23.268 |     |                    |                           |                    |                    |                    |                  |
| Zdroj:                     |     |                    |                           |                    |                    |                    |                  |

Poznámky
1. ↑  Nikita Mazepin obdržel trest posunu o 3 místa vzad za blokování Landa Norrise během první části kvalifikace.

## Závod
| Poř.                                                                             | No. | Jezdec             | Konstruktér               | Počet kol | Čas/Odstoupení | Pořadí na startu | Body |
| -------------------------------------------------------------------------------- | --- | ------------------ | ------------------------- | --------- | -------------- | ---------------- | ---- |
| 1                                                                                | 44  | Lewis Hamilton     | Mercedes                  | 66        | 1:33:07.680    | 1                | 25   |
| 2                                                                                | 33  | Max Verstappen     | Red Bull Racing-Honda     | 66        | +15.841        | 2                | 19   |
| 3                                                                                | 77  | Valtteri Bottas    | Mercedes                  | 66        | +26.610        | 3                | 15   |
| 4                                                                                | 16  | Charles Leclerc    | Ferrari                   | 66        | +54.616        | 4                | 12   |
| 5                                                                                | 11  | Sergio Pérez       | Red Bull Racing-Honda     | 66        | +1:03.671      | 8                | 10   |
| 6                                                                                | 3   | Daniel Ricciardo   | McLaren-Mercedes          | 66        | +1:13.768      | 7                | 8    |
| 7                                                                                | 55  | Carlos Sainz Jr.   | Ferrari                   | 66        | +1:14.670      | 6                | 6    |
| 8                                                                                | 4   | Lando Norris       | McLaren-Mercedes          | 65        | +1 kolo        | 9                | 4    |
| 9                                                                                | 31  | Esteban Ocon       | Alpine-Renault            | 65        | +1 kolo        | 5                | 2    |
| 10                                                                               | 10  | Pierre Gasly       | AlphaTauri-Honda          | 65        | +1 kolo        | 12               | 1    |
| 11                                                                               | 18  | Lance Stroll       | Aston Martin-Mercedes     | 65        | +1 kolo        | 11               |      |
| 12                                                                               | 7   | Kimi Räikkönen     | Alfa Romeo Racing-Ferrari | 65        | +1 kolo        | 17               |      |
| 13                                                                               | 5   | Sebastian Vettel   | Aston Martin-Mercedes     | 65        | +1 kolo        | 13               |      |
| 14                                                                               | 63  | George Russell     | Williams-Mercedes         | 65        | +1 kolo        | 15               |      |
| 15                                                                               | 99  | Antonio Giovinazzi | Alfa Romeo Racing-Ferrari | 65        | +1 kolo        | 14               |      |
| 16                                                                               | 6   | Nicholas Latifi    | Williams-Mercedes         | 65        | +1 kolo        | 19               |      |
| 17                                                                               | 14  | Fernando Alonso    | Alpine-Renault            | 65        | +1 kolo        | 10               |      |
| 18                                                                               | 47  | Mick Schumacher    | Haas-Ferrari              | 64        | +2 kola        | 18               |      |
| 19                                                                               | 9   | Nikita Mazepin     | Haas-Ferrari              | 64        | +2 kola        | 20               |      |
| Ret                                                                              | 22  | Júki Cunoda        | AlphaTauri-Honda          | 6         | Elektronika    | 16               |      |
| Nejrychlejší kolo: Max Verstappen (Red Bull Racing-Honda) – 1:18.149 (v kole 62) |     |                    |                           |           |                |                  |      |
| Zdroj:                                                                           |     |                    |                           |           |                |                  |      |

Poznámky
1. ↑  Max Verstappen získal jeden bod za zajetí nejrychlejšího kola.

## Průběžné pořadí po závodě
Pohár jezdců
|        | Pořadí | Jezdec          | Body |
| ------ | ------ | --------------- | ---- |
|        | 1      | Lewis Hamilton  | 94   |
|        | 2      | Max Verstappen  | 80   |
| 1      | 3      | Valtteri Bottas | 47   |
| 1      | 4      | Lando Norris    | 41   |
|        | 5      | Charles Leclerc | 40   |
| Zdroj: |        |                 |      |

Pohár konstruktérů
|        | Pořadí | Konstruktér      | Body |
| ------ | ------ | ---------------- | ---- |
|        | 1      | Mercedes         | 141  |
|        | 2      | Red Bull-Honda   | 112  |
|        | 3      | McLaren–Mercedes | 65   |
|        | 4      | Ferrari          | 60   |
|        | 5      | Alpine-Renault   | 15   |
| Zdroj: |        |                  |      |